# The Inheritance of Sin and Shame
The Inheritance of Sin and Shame treći je studijski album hrvatskog gothic metal-sastava Ashes You Leave. Album je 11. rujna 2000. godine objavila diskografska kuća Morbid Records.

## Popis pjesama
| 1.    | »Tin Horns«                            | 7:28 |
| 2.    | »Your Divinity«                        | 5:19 |
| 3.    | »Shepherd's Song« (instrumental)       | 1:53 |
| 4.    | »Miles of Worn Out Days«               | 4:50 |
| 5.    | »When Withered Flowers Begin to Bloom« | 6:19 |
| 6.    | »And Thus You Poured Like Heaven Wept« | 5:08 |
| 7.    | »The Inheritance of Sin and Shame«     | 6:38 |
| 8.    | »Amber Star«                           | 4:51 |
| 42:26 |                                        |      |

## Zasluge
Ashes You Leave
- Dunja Radetić – vokali, flauta
- Berislav Poje – vokali, gitara
- Neven Mendrila – gitara, raspored ilustracija
- Kristijan Milić – bas-gitara
- Marta Batinić – violina
- Gordan Cenčić – bubnjevi

Dodatni glazbenici
- Hrvoje Karabajić – klavijature

Ostalo osoblje
- Marko Radojčić – fotografija
- Patricia Skender – naslovnica, ilustracije, raspored ilustracija
- Yang Yu – raspored ilustracija (prilagodba)